# اویکو اس-وی
اویکو اس-وی (انگلیسی: Iveco S-Way) یک کامیون سنگین است که توسط سازنده خودرو ایتالیایی اویکو ساخته شده است. این خودرو در سال ۲۰۱۹ به عنوان جانشین اویکو استارلیس معرفی شد و در حال حاضر در مادرید اسپانیا مونتاژ می شود.